# Royal College of Port-Louis
Royal College of Port Louis (RCPL) ist eine High School für Jungen in Cassis, Mauritius. Sie gilt als eine der prestigeträchtigsten weiterführenden Schulen auf der Insel Mauritius. Sie wurde 1799 während der Zeit der Französischen Kolonialisierung gegründet, der erste Stein des gegenwärtigen Schulgebäudes in Cassis wurde jedoch 1956 von der britischen Prinzessin Margaret anlässlich ihrer ersten Visite in Mauritius gelegt.
Die Schule nimmt nur Schüler auf, die die besten Resultate bei den Certificate of Primary Education Exams erreicht haben (4A*s). Das RCPL hat eine Tradition von Absolventen des GCE-Advanced-Level-Abschlusses (Higher School Certificate), die sich um staatliche Stipendien zur weiteren Ausbildung im tertiären Bildungsbereich im Ausland bewerben.

## Geschichte
Die Gründung des College geht auf das Jahr 1799 zurück. Während der französischen Kolonialzeit gründete Charles Isidor De Caen das Lycée des Iles de France et de la Réunion für die Ausbildung in primärer und sekundärer Bildung für maximal 300 Schüler.
1810 wurde die Insel eine britische Kolonie. Die Schule wurde zunächst in „Lycée Colonial“ umbenannt. Als die Briten volle Macht über die Insel erlangt hatten, war es ihnen wichtig, einen englischen Namen für die Institution zu benutzen. Daher wurde 1817 das College auf Befehl des Königs von Englands in Royal College Port Louis umbenannt.
1824 wurde das Collegegebäude durch einen Zyklon verwüstet. Die Stipendien wurden kurzzeitig zwischen 1827 und 1839 ausgesetzt. Nach dieser Periode wurden Stipendien neu eingeführt und jeweils einem Schüler pro Jahr verliehen. Bis 1865 wurden die Examenskollegien ausnahmslos auf der Insel abgehalten.
1866 brach eine Malaria-Epidemie in der Hauptstadt Port Louis aus und das College wurde in ein Krankenhaus umgewandelt. Die Schule wurde daraufhin in ein anderes Gebiet von Port-Louis verlegt, welches jedoch später wieder als nicht standesgemäß für die Söhne der Beamten angesehen wurde, die im College studierten. Die wachsende Zahl der Schüler war ebenfalls ein Problem für das neue College, da auch der Platz beschränkt blieb. Am 1. Mai 1899 verlegte das Legislative Council das Royal College Port Louis nach Curepipe.
Am 1. Oktober 1912 wurde der erste Stein gelegt und der Bau 1914 abgeschlossen. Das neue Institut wurde in Royal College School umbenannt oder einfach als La School bezeichnet. Aufgrund der großen Schülerzahl entwickelten sich bald wieder Platzprobleme und ein weiterer Ausbau erwies sich als erforderlich.
Da die Zahl von Schülern im (originalen) Gebäude in Port-Louis weiterhin sehr hoch war, wurde entschieden, das College an einem neuen Ort in der Hauptstadt von Grund auf neu zu erbauen. Dafür konnte Prinzessin Margaret 1956 den ersten Stein für das gegenwärtige Gebäude des Royal College legen.
1970 gewann das Royal College alle vier staatlichen Stipendien für Jungen, während das The Loreto College in Curepipe ein Stipendium erhalten konnte und das zweite an das Queen Elizabeth College ging. 1973 wurde das College ehrenhalber ausgewählt als Gastgeber für das Gipfeltreffen der Organisation Commune Africaine, Malgache et Mauricienne (OCAMM Summit). 1979 wurde das 50-jährige Jubiläum gefeiert. An den Feierlichkeiten nahm unter anderen der damalige Premierminister Seewoosagur Ramgoolam teil. Im Dezember 1999 wurde das College anlässlich seines 70-jährigen Jubiläums mit der Medal of the City of Port-Louis ausgezeichnet.
2001 erhielt die Schule einen Besuch des Manchester United Academy Team. Zwei Jahre später wurde das College zu einer Form Six School allerdings ohne Schüler in Form 1 (Klasse 1). 2005 gab es erneut Veränderungen und die Form 1 Classes wurden wieder eingeführt, wie bei den anderen star schools, Royal College Curepipe, Queen Elizabeth College und John Kennedy College. Die Schule wurde ein National College.

## Gegenwart
Die beiden „Royal Colleges“, Royal College of Port-Louis und Royal College of Curepipe teilen den gemeinsamen Ursprung und Schüler der beiden Eliteinstitutionen beobachten sich oft mit einer gewissen Rivalität. Schüler von beiden Colleges werden gewöhnlich als „Royalists“ betitelt. Stipendien werden an die besten 14 Schüler der Insel vergeben (für Jungen) und die beiden Institutionen teilen gewöhnlich fast alle dieser Stipendien untereinander.

## Alumni
Es gibt eine aktive Alumni-Vereinigung: die Royal College of Port-Louis Alumni Association („Old Royals“ oder „RCPL Old Boys“).